# فولکر اردوفسکی
فولکر اردوفسکی (انگلیسی: Volker Ordowski؛ زادهٔ ۱۱ سپتامبر ۱۹۷۳) دوچرخه‌سوار اهل آلمان است.